# Illes Chafarinas

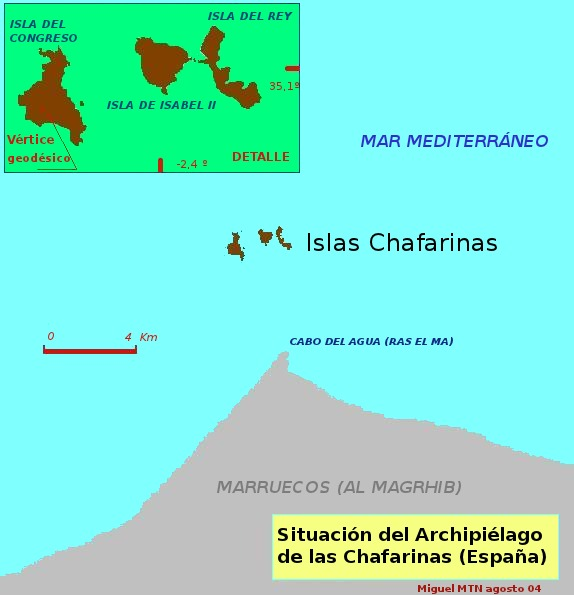
Mapa de les Illes Chafarinas

Les Illes Chafarinas són un arxipèlag espanyol del mar Mediterrani, situat davant les costes del Nord d'Àfrica de les quals és a 4 km i constituït per tres illes principals: del Congrés, Isabel II i del Rei. Estan protegides sota la forma de Reserva Nacional.
L'arxipèlag de les Chafarinas (Ja`fariyya en àrab i Takfarinas en amazic) està situat en la zona meridional del mar d'Alboran (35° 11′ N 2° 26′ W), a unes 27 milles nàutiques a l'est de Melilla i a 2,5 al nord del Cap de l'Aigua (Ras el Ma), en la costa marroquina. Les illes es troben separades de la costa africana per una plataforma continental relativament uniforme i d'escassa profunditat (10-15 metres), que rep la influència sedimentària del riu Muluya, la desembocadura del qual està pròxima a la frontera amb Algèria. D'origen volcànic, consta de tres illes denominades Congrés, Isabel II i Rei Francisco, i habitada actualment només la segona. Congrés és l'illa més occidental, la de major grandària (22,5 ha) i la més alta, arribant al seu cim els 137 metres sobre el nivell del mar. Isabel II (15,9 ha; 35 msnm) està situada entre les altres dues, separada 1 km de l'anterior i uns 175 m de Rei, l'illa més oriental, petita (12,7 ha) i de menor altura (31 msnm) de les tres.
Les Illes Chafarinas pertanyen a Espanya des del 6 de gener de 1848, dia que hi va desembarcar el General Serrano amb dos vaixells de guerra procedents de Màlaga. El nom ve de Ja`far, nom propi àrab de baró. Les illes Chafarinas són assenyalades en els itineraris geogràfics llatins com "Tres insulae" i en diferents cartes amb altres noms com a Yezirat Meluia, Yezirat Quebdan, Shaffarin, Yasfárin, Zafarin, Quebdana, Farines, Chiafarina, Aljafarinas o Illes de Maluia.

## Dades bàsiques

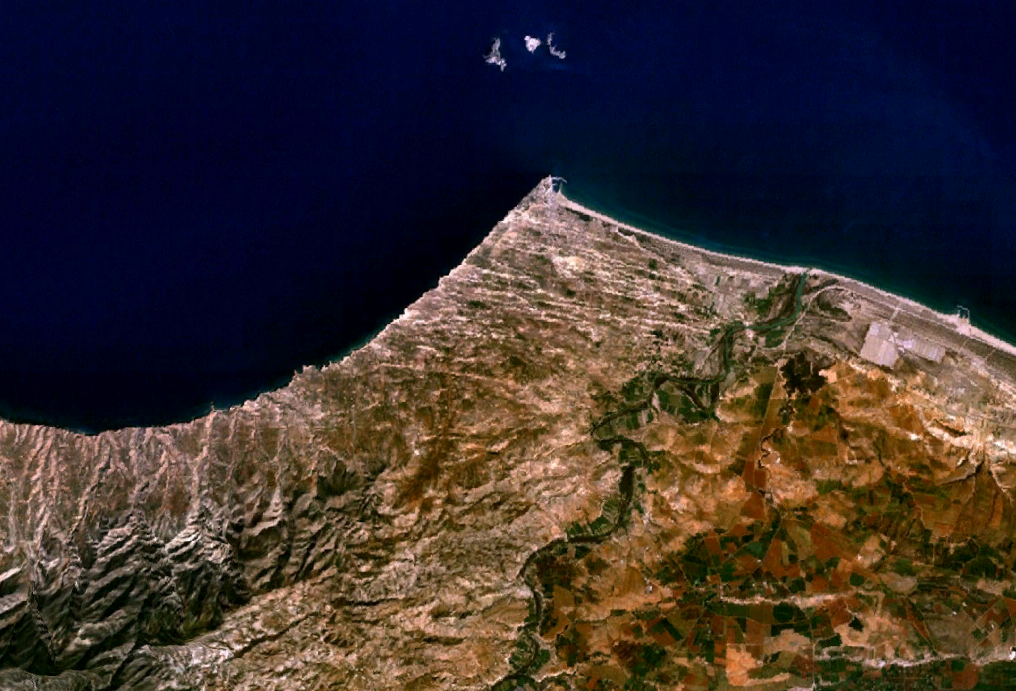
Vista satèl·lit de les illes amb la costa de Marroc

Coordenades geogràfiques: Latitud 35° 5′ Nord, Longitud 2° 25′ Oest 
Superfície terrestre: 52,5 ha 
- Illa del Congrés: 25,6 ha (màxima altitud: 137 msnm en Illa Congrés)
- Illa Isabel II: 15,3 ha
- Illa del Rei: 11,6 ha

Superfície marina protegida sota la figura de Refugi Nacional de Cacera: 261,9 ha (màxima profunditat: 60 m) 
- Temperatura mitjana anual: 19´5 °C
- Temperatura màxima: 41,1 °C (terme mitjà 23,3 °C)
- Temperatura mínima: 5,2 °C (terme mitjà 16,5 °C)
- Humitat relativa mitjana anual: 76,9%
- Pressió atmosfèrica mitjana anual: 1.017,8 mm Hg
- Pluviositat: 297,2 mm/any.

Medi terrestre: Més de 180 espècies vegetals (15 endemismes norafricans o iberoafricans). Espècies animals: 12 espècies de rèptils (1 endèmica), 90 espècies d'aus (10 reproductores), 153 espècies d'invertebrats (11 gastròpodes o "caragols", 12 isòpodes o "cochinillas", 74 aràcnids i 56 coleòpters o "escarabats"… 
Mitjà marítim: 64 espècies d'algues, 26 d'equinoderms, 150 anèl·lids, 60 espècies de peixos, etc.
Extensió: 0,747 km² 
Altitud màxima: Turó Nido de las Águilas en l'illa del Congrés amb 137 m sobre el nivell del mar.
Població: Sense població civil estable. A l'illa Isabel II es troba una petita guarnicin militar pertanyent al Cos de Regulares de l'Exèrcit Espanyol i un equip de personal per compte de l'Organisme Autònom Parcs Nacionals (Antic ICONA) del Ministeri de Medi ambient.
Valors naturals: Estan presents a Chafarinas 9 dels 11 invertebrats marins catalogats a Espanya; alberga la segona colònia mundial de gavina d'Audouin, i el segon contingent més nombrós d'Espanya de pardela Cendrellosa; entre les més de 180 espècies de plantes hi ha 11 endemismes norafricans o iberoafricans.
Les Chafarinas van ser l'objecte d'estudi de la primera tesi doctoral llegida sobre el mitjà natural africà. Luis Descansa Casares, farmacèutic militar destinat en l'Hospital de Chafarinas entri setembre de 1900 i 1901, herboritzà el material necessari per a defensar en la Universitat Central el 21 de juny de 1902 la seva tesi doctoral "Herborizaciones fanerogámicas en las islas Chafarinas y sus inmediaciones del Campo Moro".
Valors arqueològics i patrimoni: En l'Illa d'Isabel II es conserven alguns edificis interessants, com l'Església de la Purísima Concepción, construïda a mitjans del segle xix en estil clàssic, la torre de la Conquesta, de la mateixa època i el far, de principis del segle xx. En l'illa del Congrés existeix un poblat neolític del V mil·lenni a. de C. de tipus cardial, que ha produït una gran quantitat de material arqueològic, sobretot ceràmic, que és excavat des del 2000 per membres de l'Institut de Cultura Mediterrània.